# 小結一覧
- 小結 > 小結一覧
- 大相撲力士一覧 > 小結一覧

小結一覧（こむすびいちらん）は、大相撲の小結の力士一覧。横綱は横綱一覧、大関は大関一覧、関脇は関脇一覧、前頭以下は大相撲力士一覧を参照。（在籍時の最高位）
太字は1909年（明治42年）6月場所以降に幕内最高優勝を経験した力士、もしくはそれ以前に全勝を達成した力士。
上記に該当する力士は当時の四股名（複数ある場合は回数が多いか番付が高い時）で記載。

## 現役力士
う
- 宇良和輝

え
- 遠藤聖大

お
- 欧勝馬出気

と
- 翔猿正也

に
- 錦木徹也

ひ
- 平戸海雄貴

り
- 竜電剛至

## 引退・廃業した力士
- 青葉山弘年
- 旭豊勝照
- 阿蘇ヶ嶽寅吉
- 尼ヶ嵜清吉
- 嵐山捨吉
- 荒虎敬之助
- 有明吾郎

- 板井圭介
- 五ツ海義男
- 伊吹嶋沖右エ門
- 射水川健太郎
- 岩木山竜太

- 阿武咲奎也
- 近江冨士初太郎
- 大潮憲司
- 大起男右エ門
- 大錦一徹
- 大ノ川甚太郎
- 大晃定行
- 大豊昌央
- 小城錦康年
- 鬼ヶ谷才治

- 海鵬涼至
- 臥牙丸勝
- 鏡岩濱之助 (1769年生)
- 垣添徹
- 柏戸宗五郎 (1881年生)
- 金乃花武夫

- 九州山義雄
- 旭鷲山昇
- 旭道山和泰

- 國登國生
- 黒瀬川國行

- 剣晃敏志

- 黒海太
- 琴稲妻佳弘
- 琴錦登
- 小錦八十吉 (1887年生)

- 櫻錦利一
- 佐田の海鴻嗣
- 沢光幸夫

- 潮錦義秋
- 四海波太郎
- 司天龍政吉
- 東雲衑藏
- 清水川明於
- 霜鳥典雄
- 常幸龍貴之
- 松鳳山裕也
- 陣岳隆

- 関ノ戸澤右エ門

- 大翔鳳昌巳
- 大善尊太
- 大徹忠晃
- 孝乃富士忠雄
- 高見盛精彦
- 隆三杉太一
- 玉輝山正則
- 玉龍大蔵

- 千年川亀之助
- 千年川政吉
- 千代鳳祐樹
- 千代大龍秀政
- 千代天山大八郎

- 鶴ヶ濱増太郎

- 光風貞太郎

- 闘牙進
- 時天空慶晃
- 時錦恒則
- 戸田川鷲之助 (文化)
- 栃乃花仁
- 巴潟誠一
- 巴富士俊英
- 智ノ花伸哉
- 豊國範

- 浪乃花教天
- 成山明

- 錦木塚五郎 (文化)
- 錦木塚五郎 (天保)

- 白馬毅
- 羽黒岩智一
- 花乃湖健
- 濱ノ嶋啓志
- 播竜山孝晴

- 廣川泰三

- 富士錦猛光
- 二子岳武
- 双津竜順一
- 普天王水

- 豊真将紀行
- 北勝富士大輝

- 舞の海秀平
- 前乃臻康夫
- 真砂石濱五郎
- 枩浦潟達也
- 真鶴秀五郎

- 三杉里公似
- 緑嶌友之助
- 宮城野馬五郎
- 宮城山正見
- 宮錦浩

- 紅葉川孝市

- 矢筈山登

- 豊山広光

- 竜ヶ嵜枩太郎
- 龍虎勢朋
- 両國梶之助 (1874年生)
- 両国梶之助

- 露鵬幸生

- 若荒雄匡也
- 和歌嶌三郎
- 若獅子茂憲
- 若瀬川泰二
- 若浪順
- 若ノ海正照
- 和歌乃山洋
- 若葉山貞雄
- 若二瀬唯之
- 若湊義正